# Vulgis
De heilige Vulgis ( - rond 760) was bisschop-abt van de Benedictijnerabdij van Lobbes in Henegouwen.
Zijn feestdag is op 4 februari.